# August Thienemann
August Friedrich Thienemann, född 7 september 1882 i Gotha, Tyskland, död 22 april 1960 i Plön, var en tysk limnolog, zoolog och ekolog. 
Thienemann var docent i hydrobiologi vid universitetet i Kiel och direktör för den tidigare Hydrobiologische Anstalt der Kaiser-Wilhelm-Gesellschaft (nu Max-Planck-Institut für Limnologie) i Plön.
Thienemann var (tillsammans med Einar Naumann) en av grundarna av Societas Internationalis Limnologiae och är mest känd för sin kartläggning av fjädermyggors (Chironomidae) biologi, han forskade även inom området sjötypologi.
Thienemann invaldes 1952 som utländsk ledamot av Kungliga Vetenskapsakademien i Stockholm.
Thienemann var gift 1911 med Siri Jönsson, f 1885, d 1975, dotter till sjökaptenen och skeppsredaren Johannes Jönsson och Helene Lundgren, Helsingborg.